# 1952年8月5日月食
1952年8月5日月食为一次在协调世界时1952年8月5日出現的月偏食。該次月食半影食分為1.499、全影食分為0.538。偏食維持了74分。

## 概述
這次月食的食分是21.07，偏食維持了74分。

## 基本參數
- 類型：月偏食
- 食甚資料：
  - 日期：1952年8月5日
  - 時間：19:47
  - 月球位置：赤經21.07度、赤緯-17.5度
  - 食分：半影食分：1.499、全影食分：0.538
  - 持續時間：偏食74分

## 外部連結
- NASA月食專頁（页面存档备份，存于）（英文）